# Fernando Villegas
Fernando Villegas Darrouy (Santiago, 19 de febrero de 1949) es un escritor y comentarista político chileno, egresado de sociología.

## Biografía

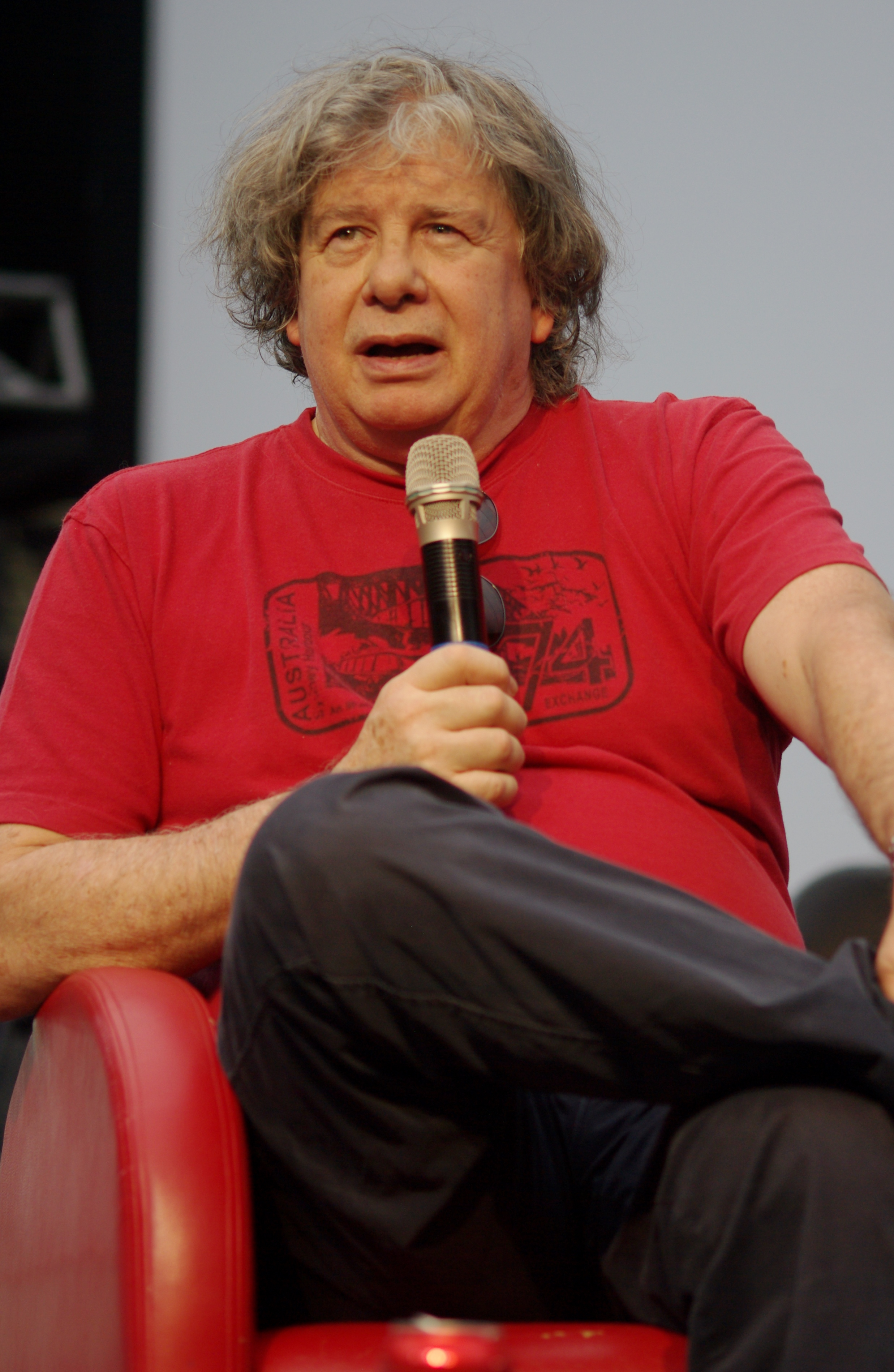
Villegas en 2015.

Realizó estudios de enseñanza media en el Colegio San Agustín y luego cursó la carrera de sociología en el Instituto Pedagógico de la Universidad de Chile, de la cual egresó en 1975, pero sin obtener el título profesional al no realizar una tesis de licenciatura.
Durante la década de 1980 ejerció como fotógrafo para el suplemento «Mundo del Domingo» del diario Las Últimas Noticias, labor que lo acercó al área de las comunicaciones. Accedió a escribir para el diario, por recomendación del subdirector Raúl González Alfaro.
A partir de marzo de 1992 comenzó a trabajar en televisión abierta, en la señal RTU (hoy Chilevisión) como panelista del programa político Domicilio conocido  (1992-1996) junto a la periodista Carolina Rossetti y el politólogo y excandidato presidencial Ricardo Israel, luego rebautizado Cambio de domicilio (1996), pero sin Israel. Más tarde condujo los programas De alto riesgo (1997) con los periodistas Tati Penna y Edgardo Marín y el comunicador Enrique "Cote" Evans, Las vueltas de la vida (1997-1998, 2002-2003), A Próposito (1998) con Jaime Celedón y Chile a medias (2000-2001), de denuncia. Entre 1998 y diciembre de 2010, comentó la actualidad local en Terapia chilensis de Radio Duna, donde además condujo Edición limitada: Duna Jazz. Entre julio de 1999 y agosto de 2015 trabajó como panelista en el programa semanal de análisis político Tolerancia cero de Chilevisión y regresó en tal calidad cuando el programa se reactivó en 2017. Sin embargo, su participación en 2018 no fue renovada.
Desde 2011 tuvo a su cargo el espacio Señoras y señores en Radio Oasis junto con la periodista Nancy Castillo, y entre abril de 2013 y agosto de 2018 condujo Las cosas por su nombre en Radio Agricultura. Tuvo una columna en La Tercera y un podcast en radio Agricultura titulado Todos las noches son viernes, acompañado por Álvaro Salas en un segundo bloque.
En 2016 asumió la conducción del programa La entrevista pertinente, transmitido por la señal de cable de Canal 13 Televisión. En agosto de 2018 estrenó un videoblog en YouTube titulado El Villegas, financiado mediante micromecenazgo y publicidad a empresas privadas de diversos rubros. El canal de YouTube El Villegas cuenta con más de 270.000 suscriptores a la fecha. Además publica los audios de sus vídeos en formato podcast en la plataforma Spotify.

## Controversias
En 2015, y tras los dichos de Villegas en relación con el caso Quemados (expresadas en el programa Tolerancia Cero), la cadena de librerías Qué Leo interrumpió la venta de libros del autor. Posteriormente se retractó de tal medida.
En diversas ocasiones ha sido acusado de ser homofóbico, machista, vulgar e irrespetuoso en su trato con las mujeres. Tales características son explícitas en varias definiciones de su libro Diccionario histérico de Chile en el que ironiza el uso coloquial propio de los años 1990 en Chile. El diario The Clinic reconoció al respecto que eran «cosas que en los 90, cuando Villegas comenzó una carrera como columnista, no se alejaban mucho de lo que hacían otros hombres en el medio, pero que, con el tiempo, se han vuelto intolerables».
En julio de 2018 fue acusado de acoso sexual por dos mujeres que fueron entrevistadas por la periodista Alejandra Matus para un reportaje publicado en el periódico The Clinic. Sin embargo, no se hicieron denuncias contra él ante la justicia y las acusaciones nunca fueron comprobadas. The Clinic reconoció «¿El comportamiento de Fernando Villegas constituía delito? Hasta ahora, no. Tras la publicación de tales denuncias, el locutor fue inmediatamente suspendido de sus labores en Radio Agricultura. Villegas siempre ha negado la veracidad de las acusaciones y ha dicho que «Yo hacía lo que hacen millones de chilenos, millones de seres humanos en el mundo, y que era echar la talla, piropear a una niña, y eso era todo». Posteriormente alegó que este episodio fue «una campaña de demolición en su contra», inspirada por «odio y resentimiento» e incluso sus dos hijas, Florencia y Mariana Villegas, publicaron en redes sociales una carta abierta en defensa del conductor. Según el aludido, tras las acusaciones se escondería una motivación de carácter político, por ser una voz «que ha denunciado la incompetencia y corrupción del sector en que ellos (los partidarios de la izquierda en general, no solo el semanario) están involucrados».

## Obras
Como escritor, ha publicado 28 libros.
- 1990 - Fiesta para corazones rotos
- 1994 - Teología para incrédulos
- 1996 - Los siete pescados capitales (ensayo)
- 1997 - Diccionario histérico de Chile
- 2003 - Memorias dispersas, juicios erráticos
- 2005 - El Chile que no queremos
- 2005 - Discursos de la carne (novela)
- 2007 - Muerte a los latinos (novela)
- 2008 - Breve cartografía y bitácora del beber (ensayo)
- 2009 - Ruego a Ud. tenga la bondad de irse a la cresta
- 2010 - De la felicidad... y todo eso
- 2011 - Memorias de un amnésico
- 2011 - Julio César. Para jóvenes y no tanto...
- 2012 - Apokalipsis
- 2012 - El banquete... o lecturas de supervivencia
- 2013 - Villegas Presidente
- 2014 - Una novela rosa
- 2014 - Matinée, vermouth y noche...
- 2015 - Del amor y todo eso
- 2016 - Tsunami
- 2017 - Gran diccionario del discurso políticamente correcto
- 2018 - Chile, una historia casi secreta
- 2019 - Grandes invitados
- 2020 - Insurrección
- 2021 - Adiós Valparaíso
- 2022 - Envejezca o muérase
- 2022 - La Torre de Papel
- 2023 - Revolución
- 2023 - Momentos musicales en Yo Menor
- 2024 - Debut & despedida
- 2024 - Ovni, entre la evidencia y el encubrimiento